# NGC 7744
NGC 7744 é uma galáxia elíptica (E/SB0) localizada na direcção da constelação de Phoenix. Possui uma declinação de -42° 54' 36" e uma ascensão recta de 23 horas, 44 minutos e 59,2 segundos.
A galáxia NGC 7744 foi descoberta em 5 de Setembro de 1834 por John Herschel.